# Vliegveld Principe
Vliegveld Principe, op het eiland Principe is het belangrijkste vliegveld op het op een na grootste eiland van de republiek Sao Tomé en Principe.
Het vliegveld heeft één landingsbaan, die ongeveer 1320 meter lang is, deze ligt op 180 meter boven zeeniveau. De tijdzone is UTC+0, in de zomer is het daar dan twee uur eerder, in de winter is het daar één uur eerder dan in Nederland en België.
De luchtvaartmaatschappij Africa's Connection STP voert lijnvluchten uit van en naar Luchthaven São Tomé Internationaal.